# Obrogation
Obrogation ist ein Begriff des kanonischen Rechts. Er bezeichnet die teilweise Aufhebung oder Abänderung einer Rechtsnorm oder eines Erlasses durch eine neuere Norm.

Der CIC regelt hier in Can. 53: 

„Wenn Dekrete einander widersprechen hat das besondere Dekret in den Dingen, die in besonderer Weise ausgedrückt werden, Vorrang vor den allgemeinen; wenn die Dekrete in gleicher Weise besonders oder allgemein sind, hebt das der Zeit nach spätere das frühere auf, insoweit es diesem widerspricht.“